# Симилан

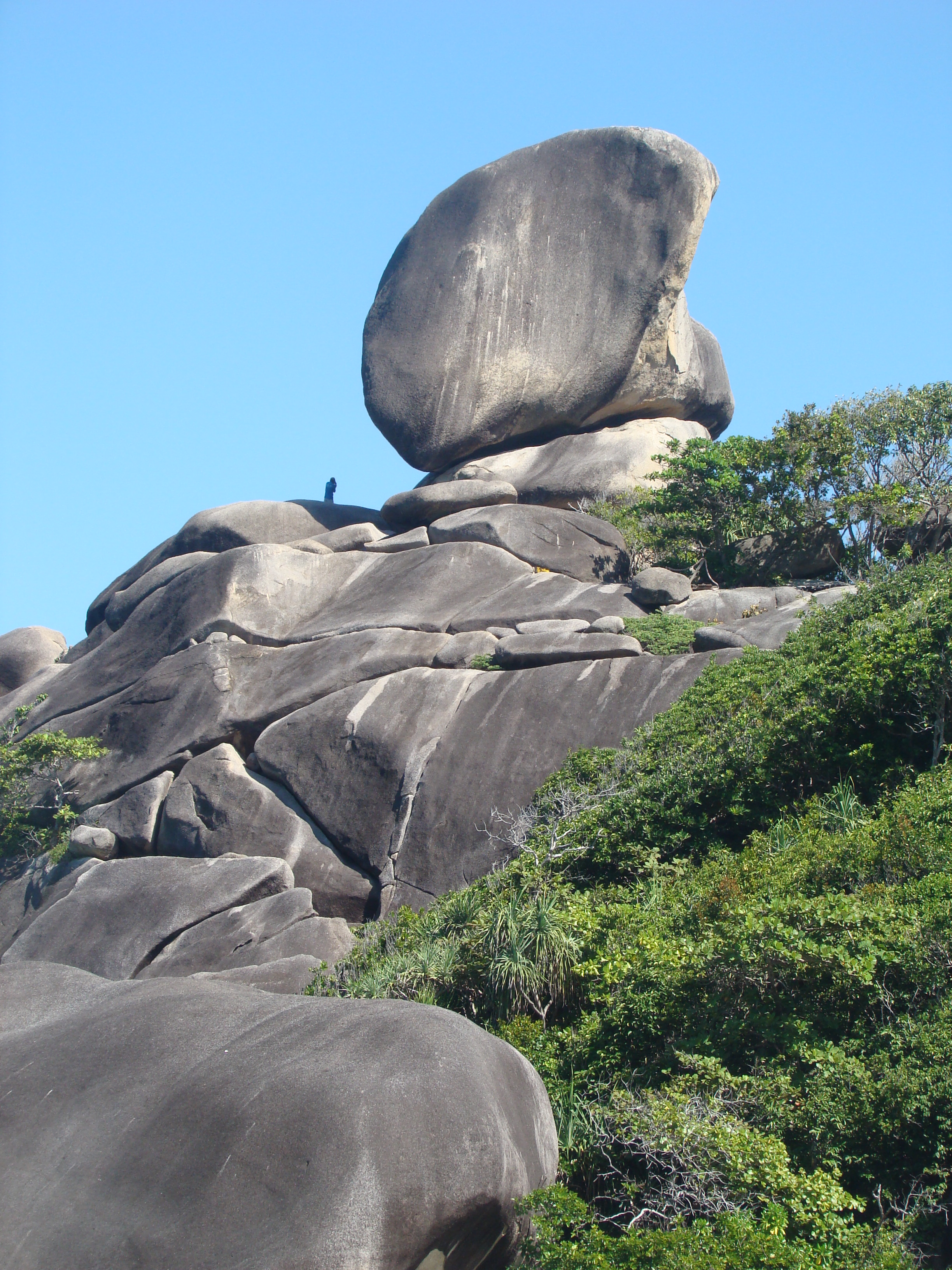
Скала «Парус» на острове Симилан

Острова Симилан, Симиланские острова (тайск. เกาะสิมิลัน) — группа островов в Андаманском море в 70 км к западу от провинции Пхангнга, к которой они административно и относятся. На языке Яви название архипелага означает «девять», по количеству островов. В 1982 году был образован национальный парк «Симилан», а в 1998 году острова Бон и Тачай были присоединены к парку.

## География
Площадь островов — около 140 км², высшая точка — 244 м над уровнем моря. Среднее количество осадков в год — 3560 мм.
Острова сильно пострадали после цунами декабря 2004 года.

## Острова
Острова с юга на север:
1. Хуйонг (เกาะหูยง / Koh Hu Yong);
2. Пайанг (เกาะปายัง / Koh Payang);
3. Пайан (เกาะปาหยัน / Koh Payan);
4. Мианг (เกาะเมียง / Koh Miang);
5. Ха (เกาะห้า / Koh Haa);
6. Пайу (เกาะปายู / Koh Payu);
7. Хинпуса (เกาะหินปูซาร์ / Koh Hin Pusar);
8. Симилан (เกาะสิมิลัน / Koh Similan);
9. Бангу (เกาะบางู / Koh Ba Ngu);
10. Бон (เกาะบอน / Koh Bon);
11. Тачай (เกาะตาชัย / Koh Tachai).

## Туризм

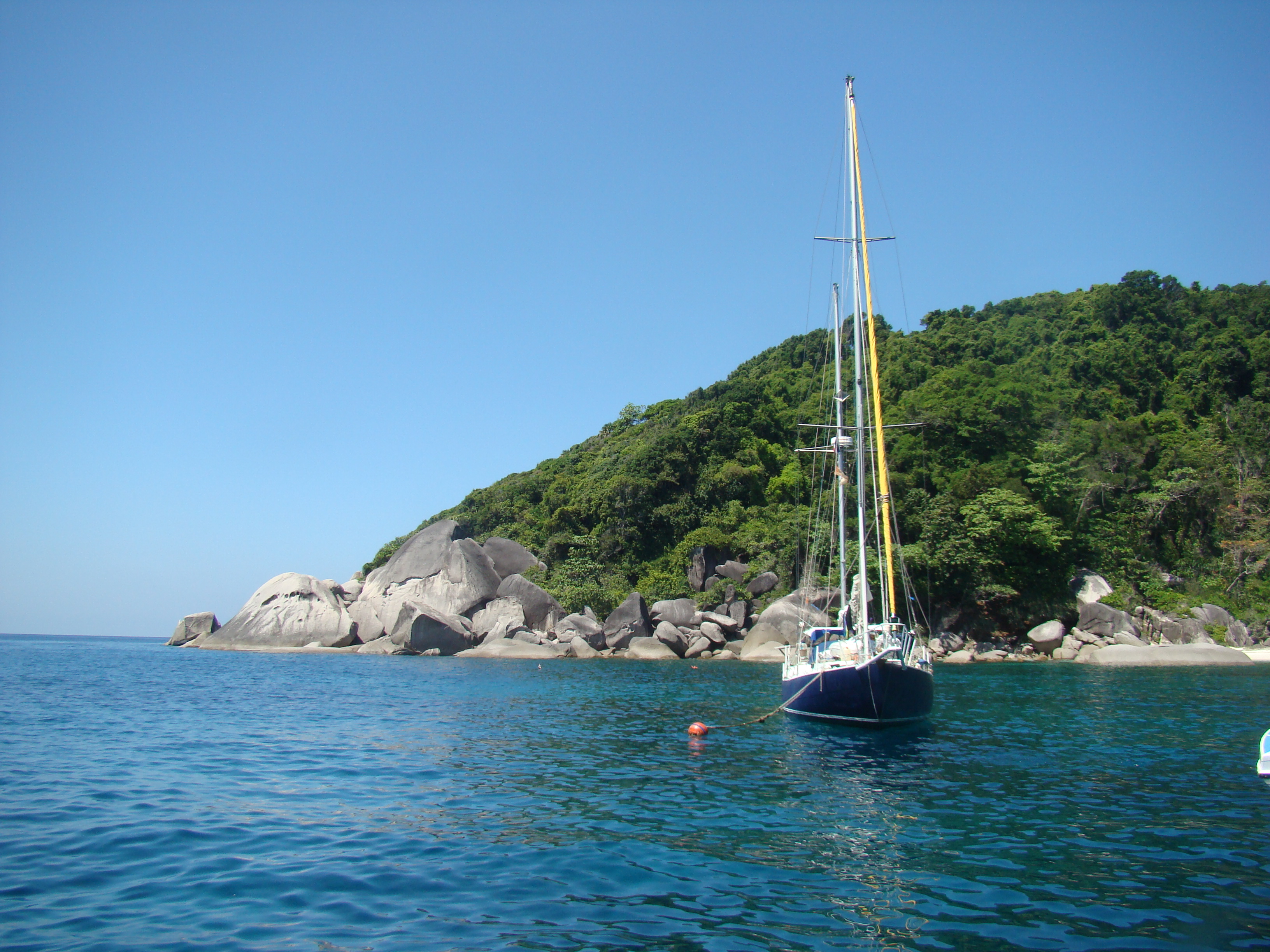
Яхта у берегов Симиланских островов

На островах и окружающих водах сохранилась нетронутая природа. С 1982 года архипелаг объявлен национальным парком. Симиланские острова считаются одним из лучших мест для дайвинга не только в Таиланде, но и во всём мире. В 2007 году архипелаг посетили около 150 тыс. туристов. Большинство посетителей прибывают на острова на катерах из порта Тап Ламу, что на севере Пхукета. Такая поездка занимает около 70 минут.
Лучшее время для посещения — с января по апрель, в дождливый сезон (май-октябрь) посещение для туристов резко ограничено.